# Pont des Suicidés
Le pont des Suicidés est une passerelle piétonne franchissant le lac du parc des Buttes-Chaumont, dans le 19e arrondissement de Paris (France).

## Localisation
La passerelle franchit le lac des Buttes-Chaumont et relie sa rive sud à l'île du Belvédère.

## Description
La passerelle est un pont en pierre composé d'une seule arche, à plein cintre. Elle surplombe le lac à 22 m de hauteur.

## Historique
Entre la fin du XIXe siècle et le début du XXe, ce pont fut le lieu de dizaines de suicides. La presse en fit abondamment mention, certains journaux allant jusqu'à parler de « mode ».